# Сава Лазић
Сава Лазић (1892 — 1943) био је југословенски комуниста и учесник Октобарске револуције.

## Биографија
Рођен у селу Лалићу у Бачкој. Један од вођа иступања из Југословенске добровољачке дивизије. Са Божом Бугарским и Јованом Шипошем учествовао је у устанку кијевских радника, фебруара 1918. године. Организовао је мањи југословенски одред Црвене гарде с којим је ступио у састав Првог Југословенског комунистичког пука. Изабран је за команданта пука.
Средином 1918. године, у Москви је од југословенских ветерана руске револуције организована Југословенска комунистичка група при Руској комунистичкој партији (бољшевика). Дана 5. новембра исте године, унутар групе формиран је иницијативни Комитет за стварање илегалне партије у Југославији. У Комитет су ушли: Лазар Вукичевић, Лазар Манојловић, Фрањо Дробни, Сава Лазић, З. Петолд, Никола Груловић, Спасоје Стејић и други.
Крајем 1918. Лазић је упућен на партијски рад у Југославију. Дана 9. марта 1919. учествовао је у тајном Оснивачком конгресу Пелагићеваца на Фрушкој гори.
Погинуо је у Народноослободилачкој борби 1943. године.